# Renaissance (parti politique bulgare)
Pour les articles homonymes, voir Renaissance (homonymie).
Renaissance ou Réveil (bulgare : Възраждане, romanisé Vazrazhdane, V) est un parti politique d'extrême droite et ultranationaliste en Bulgarie, fondé en août 2014. Son président est Kostadin Kostadinov (en).
Le parti est défini par divers analystes et médias comme étant anti-UE, anti-OTAN, anti-américain, pro-russe, opposé à la vaccination contre la Covid-19 et diffusant une rhétorique anti-vaccins.
En novembre 2021, le parti franchit pour la première fois le seuil électoral qui lui permet d'envoyer des députés à l'Assemblée nationale. Il double sa représentation parlementaire aux législatives de 2022.

## Histoire
En juin 2014, Kostadin Kostadinov annonce l'assemblée constituante, le 2 août suivant à Pliska, de création du parti Renaissance. Les organisateurs choisissent le jour qui marque l'anniversaire du début de l'insurrection d'Ilinden,.
Le parti rentre pour la première fois au parlement en novembre 2021 avec 13 députés et 4,80 % des voix.
Le 23 février 2022, le parti organise une manifestation contre le passe sanitaire et le port du masque devant l'Assemblée nationale.
Le 19 mars 2022, Renaissance manifeste contre l'implication de la Bulgarie dans le conflit russo-ukrainien et contre le déploiement de troupes additionnelles de l'OTAN en Bulgarie.

Le parti s'oppose fermement à la décision du gouvernement Petkov d'envoyer de l'aide militaire en Ukraine et appelle à des élections anticipées. Le président du parti Kostadinov déclare: 
À ce jour, nous ne reconnaissons pas ce gouvernement comme un représentant légitime du peuple bulgare. Pour nous, ce gouvernement ne représente personne d'autre que l'ambassade américaine. Pour cette raison, aujourd'hui nous déclarons la désobéissance civile
Le 11 mai 2022, une manifestation organisée par Renaissance pour demander la démission du gouvernement a lieu devant le parlement et dans plusieurs villes de Bulgarie. Des manifestants chantent « démission, tribunal, prison » devant le conseil communal de Varna.
En février 2024, dans l'optique des élections européennes, Renaissance il rejoint le parti Identité et démocratie.

### Manifestations anti-euro de 2025
Le 22 février 2025, des milliers de partisans du parti se rassemblent à Sofia pour s'opposer à l'adoption prévue de l'euro. La manifestation se poursuit jusqu'à un bâtiment de l'Union européenne à Sofia, que les manifestants tentent de prendre d'assaut.
Renaissance soutient le référendum sur l'adhésion à la zone euro proposé par le président Roumen Radev en mai 2025, qui est rejeté par la présidente de l'Assemblée nationale, Nataliya Kiselova. Le 31 mai, des manifestations organisées par Revival ont lieu à Sofia, ainsi que dans d'autres villes de Bulgarie.
Lors d'une manifestation le 4 juin, Renaissance tente d'entraver le fonctionnement de l'Assemblée nationale en occupant la tribune. Le 8 juin, Renaissance organise une autre manifestation contre l'adhésion à la zone euro devant le bâtiment de l'Assemblée nationale.

## Idéologie
Le parti est ultranationaliste et russophile. Il refuse ainsi les livraisons d'armes à l'Ukraine lors de l'invasion de l'Ukraine par la Russie.
Le parti vise à unifier la Bulgarie à la Macédoine du Nord.

## Dirigeants
- Kostadin Kostadinov : président
- Velislav Christov : vice-président
- Petar Petrov : vice-président
- Tsoncho Ganev : vice-président
- Nikolai Drenchev : secrétaire

## Controverse
Le 5 octobre 2022, le président du parti Kostadin Kostadinov interrompt une conférence de presse de Renaissance pour demander aux représentants de plusieurs médias de quitter la pièce car ceux-ci seraient des médias étrangers manipulant l'opinion publique en faveur de pays étrangers, tout en étant financés de l'extérieur. À la suite du refus des journalistes de quitter la pièce, Kostadinov annule la conférence de presse. Les journalistes présents ainsi que l'Association des journalistes européens estiment irrespectueux le comportement du président de Renaissance à l'égard des journalistes et cette dernière appelle « tous les collègues à boycotter de tels politiciens ».

## Résultats électoraux

### Élections législatives
| Année   | Votes   | %     | Rang | Députés  |
| ------- | ------- | ----- | ---- | -------- |
| 2017    | 37 881  | 1,08  | 11e  | 0 / 240  |
| 04/2021 | 78 414  | 2,41  | 9e   | 0 / 240  |
| 07/2021 | 82 147  | 2,97  | 8e   | 0 / 240  |
| 11/2021 | 127 549 | 4,80  | 7e   | 13 / 240 |
| 2022    | 254 952 | 9,83  | 4e   | 27 / 240 |
| 2023    | 356 782 | 13,60 | 3e   | 37 / 240 |
| 06/2024 | 295 915 | 13,38 | 4e   | 38 / 240 |
| 10/2024 | 325 466 | 12,92 | 3e   | 35 / 240 |

### Élections européennes
| Année | Votes   | %     | Rang | Députés |
| ----- | ------- | ----- | ---- | ------- |
| 2019  | 20 319  | 1,04  | 12e  | 0 / 17  |
| 2024  | 281 439 | 13,98 | 4e   | 3 / 17  |

### Élections municipales

#### Sofia
| Année | Candidat                  | Votes | %    | Rang |
| ----- | ------------------------- | ----- | ---- | ---- |
| 2019  | Nikolay Georgiev Drenchev | 2 711 | 0,61 | 13e  |

| Année | Votes | %    | Rang | Sièges |
| ----- | ----- | ---- | ---- | ------ |
| 2019  | 4 348 | 1,08 | 11e  | 0 / 61 |

#### Plovdiv
| Année | Candidat                 | Votes | %    | Rang |
| ----- | ------------------------ | ----- | ---- | ---- |
| 2019  | Georgi Krastev Gulemetov | 655   | 0,60 | 12e  |

| Année | Votes | %    | Rang | Sièges |
| ----- | ----- | ---- | ---- | ------ |
| 2019  | 757   | 0,78 | 12e  | 0 / 51 |

#### Varna
| Année | Candidat            | Premier tour | Premier tour | Premier tour | Second tour | Second tour | Second tour |
| Année | Candidat            | Votes        | %            | Rang         | Votes       | %           | Rang        |
| ----- | ------------------- | ------------ | ------------ | ------------ | ----------- | ----------- | ----------- |
| 2019  | Kostadin Kostadinov | 14 432       | 14,30        | 2e           | 29 138      | 35,99       | 2e          |

| Année | Votes | %    | Rang | Sièges |
| ----- | ----- | ---- | ---- | ------ |
| 2019  | 7 290 | 7,65 | 3e   | 4 / 51 |